# 卡尔·卢茨
卡尔·卢茨（1895年3月30日—1975年2月12日）是一名瑞士外交官，1942年起担任瑞士驻匈牙利布达佩斯副领事。他在第二次世界大战中拯救了超过62,000名犹太人，这是二战期间最大的犹太人救援行动。
其救援行动使得布达佩斯的犹太人中有一半幸免于难，未被驱逐到纳粹灭绝营。他也因此被以色列猶太大屠殺紀念館授予“國際義人”称号。

## 生平
1895年3月30日出生在瑞士的东北部的瓦尔岑豪森，在当地读小学。他的父亲拥有一个砂岩采石场。1909年，当他14岁的时候，母亲不幸死于结核病。15岁时，他开始在聖馬格雷滕的一家纺织厂做学徒。 
1913年18岁的时候，他来到了美国，并在那里工作和生活了20多年。1913年至1918年，他在伊利诺伊州的花岗岩市打工。1918年至1920年在密苏里州的中卫斯理安学院（德国教会学校）学习。
1920年他在华盛顿哥伦比亚的瑞士领事馆找到了一份工作，并继续在喬治·華盛頓大學学习，1924年获得学士学位。
1975年，他在瑞士伯尔尼去世。

## 荣誉与纪念
- 1963年：德意志联邦共和国“联邦十字勋章”大十字勋位[10]。
- 1963年：瓦尔岑豪森荣誉市民。
- 1963年：以色列海法的一条街以他的名字命名[6]。
- 1965年：被以色列犹太大屠杀纪念馆授予“国际义人”称号，是首位获得该称号的瑞士人。
- 2004年：布达佩斯成立“卡尔·卢茨基金会”，在各地举行巡回展览[11]。
- 2018年：瑞士伯尔尼联邦宫的一间会议室以卡尔·卢茨命名[12]。

## 传记
- （法文） Luca Bernardi, "Le diplomate courage" ("Carl Lutz, vice-consul de Suisse à Budapest entre 1942 et 1945, a mis au point une stratégie ayant permis de sauver plus de 62 000 Juifs. Une exposition dans sa ville natale est consacrée à cet homme quasi oublié"), Le Temps（英语：Le Temps）, 4 September 2013, p. 28.

## 扩展阅读
- Theo Tschuy. . Zürich: NZZ Libro. 1999. ISBN 978-3858237538 （德语及法语）.
- Erika Rosenberg. . München: Herbig. 2016. ISBN 978-3776627879 （德语）.